# Risultato ante imposte
Il risultato ante imposte, spesso noto con l'acronimo inglese EBT (Earnings Before Taxes), è un indicatore economico determinato come differenza tra i ricavi e i costi aziendali, con l'eccezione delle imposte sul reddito (in Italia attualmente IRES e IRAP).
Esso può essere calcolato partendo dal Risultato ante oneri finanziari (EBIT) con la seguente formula.
dove:
- EBIT = Risultato ante oneri finanziari
- Ofin = Oneri finanziari
- PS = Proventi straordinari
- OS = Oneri straordinari

Il risultato ante imposte è, nella normativa attuale, importante per conoscere la redditività dell'impresa prima dell'applicazione delle imposte sui redditi. La sua utilità si esplica soprattutto per confronti interaziendali, tra imprese che operano in paesi con diverse legislazioni fiscali, per cui l'impatto delle imposte potrebbe determinare distorsioni nel raffronto a livello di Reddito Netto.
In Italia è diffuso l'utilizzo del termine "utile fiscale" per indicare il reddito prima delle imposte, approssimabile (solo concettualmente, non analiticamente) a un "imponibile" generico.